# Голіцин Василь Петрович
Князь Голіцин Василь Петрович на прізвисько «Рябчик» (1800—1863) — чиновник з роду Голіциних, власник великої садиби Тростянець, харківський губернський предводитель дворянства, ротмістр Лейб-гвардії гусарського полку, директор Державної комісії погашення боргів.

## Біографія
Син генерал-майора князя Петра Васильовича Голіцина і Катерини Петрівни, уродженої Карамишевої. Його батько був двоюрідним братом князя Сергія Федоровича Голіцина, який з успіхом служив під керівництвом князя Потьомкіна і одружився з його племінницею.
У 1810 році записаний у Пажеський корпус, а в 1817 році пожалований в камер-пажі. 20 березня 1819 року за особистим клопотанням пруського короля Фрідріха Вільгельма III, при особі якого він знаходився, в бутність Його Величності в Москві і Петербурзі, і складання іспиту, прапорщиком в Лейб-гвардійський Семенівський полк.

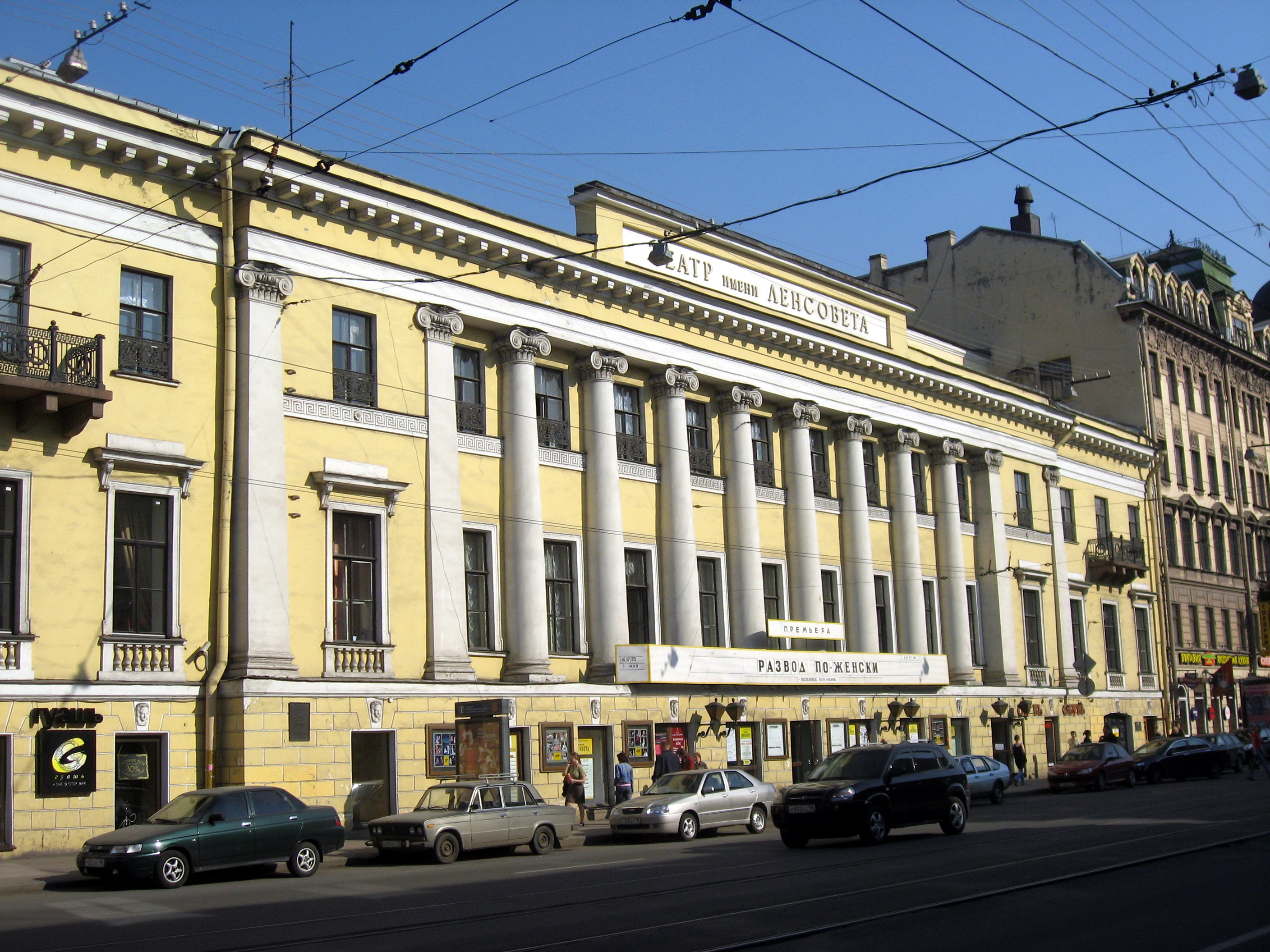
Будинок подружжя Голіциних на Володимирському проспекті

У 1821 році проведений в підпоручики, і в тому ж році переведений в Оренбурзький уланський полк штабс-ротмістром, з призначенням ад'ютантом генерал-майору Васильчикову, а потім до генерала від інфантерії графу Петру Олександровичу Толстому. Під час своєї служби при графі він був переведений, за успішне виконання різних покладених на нього дорученнь, спершу в кінно-єгерської Лейб-гвардії штабс-капітаном, а потім в Лейб-гвардійський Гусарський полк, штабс-ротмістром.
У 1829 році нагороджений орденом Святого Володимира 4 ступеня, а в 1831 році нагороджений золотою шаблею з написом «за хоробрість». Користувався популярністю у світському суспільстві, відвідував музичні вечори, захоплювався виконанням романсів.
3 січня 1833 року він звільнений з військової служби за домашніми обставинами, для перебування у статських справах в чині колезького радника. У 1834 році його визначено чиновником з особливих доручень по Міністерству фінансів. У 1837 році призначений молодшим директором в Державну комісію з погашення боргів, а в наступному році статським радником, і в тому ж році пожалований у камергери.
У 1839 році за вибором дворянства вступив на посаду депутата Санкт-Петербурзького повіту. У 1841 році з обрання харківського дворянства, Височайше затверджений у званні губернського предводителя цієї губернії. У 1844 році вдруге обраний предводителем дворянства, і був нагороджений Станіславським хрестом 2-го ступеня.

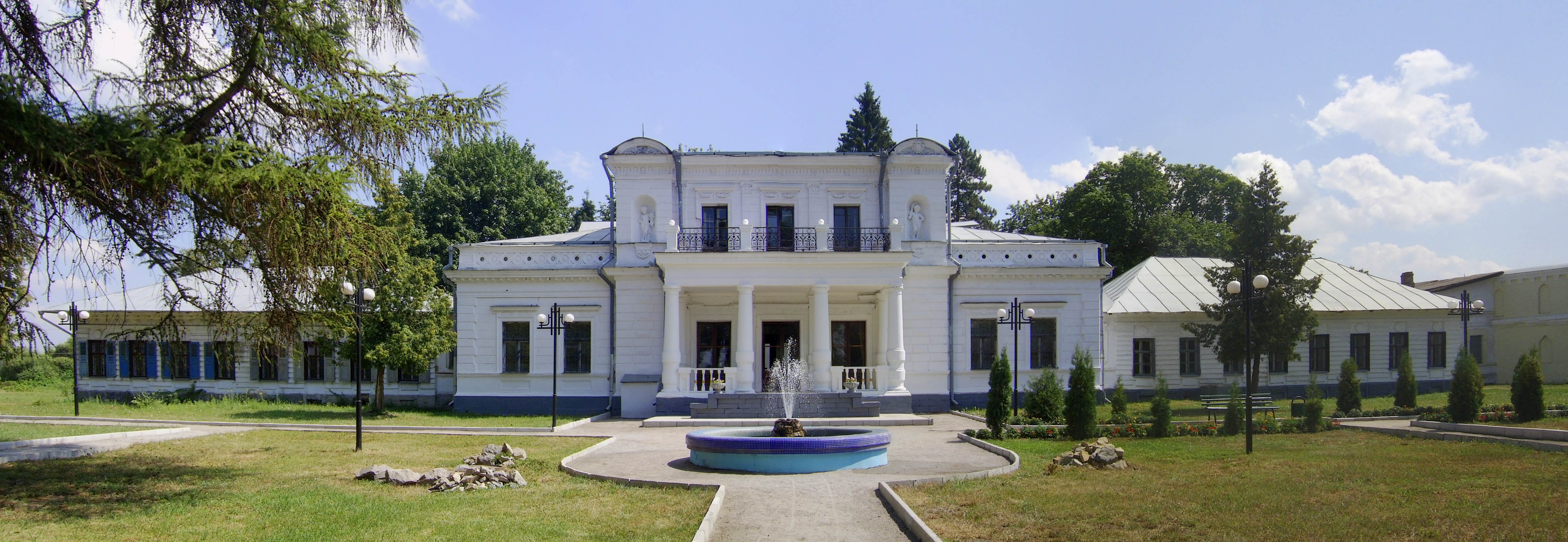
Садибний будинок в Тростянці

20 грудня 1846 року проведений в дійсні статські радники. У 1847 році втретє був обраний предводителем дворянства. У 1849 році нагороджений орденом Святого Володимира 3 ступеня. А у 1850 році вчетверте обраний предводителем дворянства Харківської губернії, і нагороджений Станіславської стрічкою. На посаді перебував з 22 вересня 1852 року.
Помер князь 24 листопада 1863 року і був похований у Славгороді (Харківської губернії Охтирського повіту).

## Родина
Дружина (з 12.02.1832) — Софія Олексіївна Корсакова (1808—1858), письменниця, художниця, видавець альманаху «Молодик»; спадкоємиця тростянецького та інших малоросійських маєтків свого прадіда Тимофія Надаржинського. За словами гравера Федора Йордана, «вона принесла чоловікові впливове становище, а він, крім княжого титулу, зі свого боку нічого не приніс їй. Жила відкрито, була характеру веселого і добродушного. Захоплювалася колекціонуванням і витрачала багато грошей на купівлю різних картин старої і нової школи. Ще за життя її оточували з усіх сторін кредитори, а після її смерті князь Голіцин зійшов з розуму, сини остаточно розорилися і покінчили з багатством своєї матінки: будинок і картини, які належали княгині, були продані з молотка».
У шлюбі в них народилося двоє синів, старший з них успадкував Тростянець, а молодший — Славгород.
- Олексій (1832—1901), одружений з графинею Любов'ю Олександрівною Суворовою (1831—1881), в 1861 році вони розлучились, шлюб був бездітним.
- Віктор (1835—1885), шталмейстер, одружений у 1859 році на Єлизаветі Миколаївні Анненковій (1840—1886).